# Thorée-les-Pins
Thorée-les-Pins est une commune française, située dans le département de la Sarthe en région Pays de la Loire, peuplée de 741 habitants (les Thoréens).
Thorée-les-Pins est une commune rurale du Maine angevin, établie à la confluence du Loir et de son affluent le ruisseau des Cartes. Alors que la commune a subi un fort exode rural au cours du XXe siècle, la population a cessé de décroître depuis le début du XXIe siècle, avant de connaître une légère augmentation ces dernières années.

## Géographie

### Localisation
Thorée-les-Pins, commune du sud du département de la Sarthe, est située dans la vallée du Loir, au cœur du Maine angevin. La ville se trouve, en distances orthodromiques, à 8,6 km de La Flèche, 36 km du Mans, 50 km d'Angers, 58 km de Tours et 215 km de Paris. Le méridien de Greenwich traverse la commune. Thorée-les-Pins doit son nom aux vastes forêts de résineux présentes sur le territoire de la commune.
| Mareil-sur-Loir            | Luché-Pringé                                     | Luché-Pringé         |
| La Flèche                  | Thorée-les-Pins                                  | Le Lude              |
| Vaulandry (Maine-et-Loire) | Vaulandry (Maine-et-Loire), Savigné-sous-le-Lude | Savigné-sous-le-Lude |

### Géologie et relief
La commune présente un relief peu vallonné, pour une altitude moyenne de 58 m. Le point le plus bas est situé à 28 m d'altitude au barrage du Moulin des Îles, sur le Loir, à la limite communale avec Luché-Pringé et Mareil-sur-Loir. Le point le plus haut, à 87 m, est situé au lieu-dit les Onze Arpents à la limite communale avec Savigné-sous-le-Lude.
Le bourg de Thorée-les-Pins est implanté à la rencontre de la plaine alluviale du Loir et des alluvions fluviatiles du ruisseau des Cartes. Le territoire communal est principalement recouvert d'alluvions anciennes. Les faluns du Turonien affleurent au long de la vallée du ruisseau des Cartes, où l'on trouve également des sables à silex et spongiaires du Sénonien. On note la présence de formations laguno-lacustres datant de l'Éocène ou de l'Oligocène aux lieux-dits l'Échallerie et le Tertre, et de formations résiduelles de l'Éocène inférieur au sud-ouest de la commune,.

### Hydrographie
La commune est bordée au nord par le Loir, long de 317 km, affluent de la Sarthe qu'il rejoint à Angers. Le ruisseau des Cartes, qui prend sa source au sud-est de Vaulandry et s'écoule sur près de 19 km, rejoint le Loir en rive gauche sur le territoire de la commune. Ce ruisseau a donné son nom au hameau des Cartes, situé au sud de la commune.

### Climat
Pour des articles plus généraux, voir Climat des Pays de la Loire et Climat de la Sarthe.
En 2010, le climat de la commune est de type climat océanique altéré, selon une étude du CNRS s'appuyant sur une série de données couvrant la période 1971-2000. En 2020, Météo-France publie une typologie des climats de la France métropolitaine dans laquelle la commune est exposée à un climat océanique et est dans la région climatique  Moyenne vallée de la Loire, caractérisée par une bonne insolation (1 850 h/an) et un été peu pluvieux. 
Pour la période 1971-2000, la température annuelle moyenne est de 11,5 °C, avec une amplitude thermique annuelle de 14,6 °C. Le cumul annuel moyen de précipitations est de 684 mm, avec 11,2 jours de précipitations en janvier et 6,5 jours en juillet. Pour la période 1991-2020, la température moyenne annuelle observée sur la station météorologique installée sur la commune est de 12,1 °C et le cumul annuel moyen de précipitations est de 744,6 mm,. Pour l'avenir, les paramètres climatiques de la commune estimés pour 2050 selon différents scénarios d'émission de gaz à effet de serre sont consultables sur un site dédié publié par Météo-France en novembre 2022.
| Mois                                  | jan.             | fév.             | mars           | avril         | mai             | juin         | jui.          | août           | sep.           | oct.            | nov.          | déc.             | année      |
| ------------------------------------- | ---------------- | ---------------- | -------------- | ------------- | --------------- | ------------ | ------------- | -------------- | -------------- | --------------- | ------------- | ---------------- | ---------- |
| Température minimale moyenne (°C)     | 2,4              | 2,1              | 3,8            | 5,6           | 8,8             | 11,9         | 13,5          | 13,3           | 10,4           | 8,3             | 5             | 2,8              | 7,3        |
| Température moyenne (°C)              | 5,3              | 5,8              | 8,5            | 11            | 14,4            | 17,7         | 19,6          | 19,5           | 16,2           | 12,7            | 8,4           | 5,8              | 12,1       |
| Température maximale moyenne (°C)     | 8,2              | 9,5              | 13,1           | 16,3          | 19,9            | 23,5         | 25,7          | 25,7           | 22             | 17,1            | 11,9          | 8,7              | 16,8       |
| Record de froid (°C) date du record   | −17,2 17.01.1987 | −13,4 10.02.1986 | −11,5 01.03.05 | −5 11.04.1973 | −2,4 05.05.1979 | 1,5 01.06.06 | 3 05.07.1965  | 4,5 28.08.1998 | 1,3 19.09.1962 | −4,5 30.10.1997 | −9 23.11.1993 | −15,8 29.12.1964 | −17,2 1987 |
| Record de chaleur (°C) date du record | 17 15.01.1975    | 21,5 27.02.19    | 25,5 31.03.21  | 28,5 20.04.18 | 32,6 12.05.1969 | 40 29.06.19  | 40,5 25.07.19 | 39 06.08.03    | 36 01.09.1961  | 30,2 02.10.23   | 22 07.11.15   | 18 07.12.00      | 40,5 2019  |
| Précipitations (mm)                   | 70,9             | 57               | 54             | 54,2          | 58,2            | 50,6         | 55,5          | 52,4           | 60,6           | 75,4            | 74,6          | 81,2             | 744,6      |

### Voies de communication et transports

#### Réseau routier
Thorée-les-Pins est traversée par la route départementale D 306, ancienne N 159 reliant Tours à Laval, qui arrive à l'est en provenance du Lude et repart vers l'ouest en direction de La Flèche. Au nord, la D 158 part en direction de Luché-Pringé, tandis qu'au sud, la D 224 arrive en provenance de Vaulandry. La D 104, qui relie La Flèche à Savigné-sous-le-Lude, traverse le territoire communal sur quelques hectomètres au sud du hameau des Cartes.

#### Transport en commun
Aucune ligne du réseau TIS ne traverse la commune. La ligne la plus proche est la ligne 18 Le Lude ↔ Le Mans, dont un arrêt est fait place de la Résistance à Luché-Pringé. Le transport scolaire est géré par le conseil général de la Sarthe. Plusieurs arrêts sont programmés à Thorée-les-Pins pour se rendre aux collèges et lycée du Lude et de La Flèche.

## Urbanisme

### Typologie
Au 1er janvier 2024, Thorée-les-Pins est catégorisée commune rurale à habitat dispersé, selon la nouvelle grille communale de densité à sept niveaux définie par l'Insee en 2022.
Elle est située hors unité urbaine. Par ailleurs la commune fait partie de l'aire d'attraction de La Flèche, dont elle est une commune de la couronne,. Cette aire, qui regroupe 11 communes, est catégorisée dans les aires de moins de 50 000 habitants,.

### Occupation des sols
L'occupation des sols de la commune, telle qu'elle ressort de la base de données européenne d’occupation biophysique des sols Corine Land Cover (CLC), est marquée par l'importance des forêts et milieux semi-naturels (55,9 % en 2018), une proportion sensiblement équivalente à celle de 1990 (56,5 %). La répartition détaillée en 2018 est la suivante : 
forêts (55 %), zones agricoles hétérogènes (17,3 %), prairies (10,3 %), terres arables (6,8 %), cultures permanentes (3,6 %), zones industrielles ou commerciales et réseaux de communication (2,8 %), zones urbanisées (2,5 %), milieux à végétation arbustive et/ou herbacée (0,9 %), mines, décharges et chantiers (0,6 %), eaux continentales (0,3 %). L'évolution de l’occupation des sols de la commune et de ses infrastructures peut être observée sur les différentes représentations cartographiques du territoire : la carte de Cassini (XVIIIe siècle), la carte d'état-major (1820-1866) et les cartes ou photos aériennes de l'IGN pour la période actuelle (1950 à aujourd'hui).

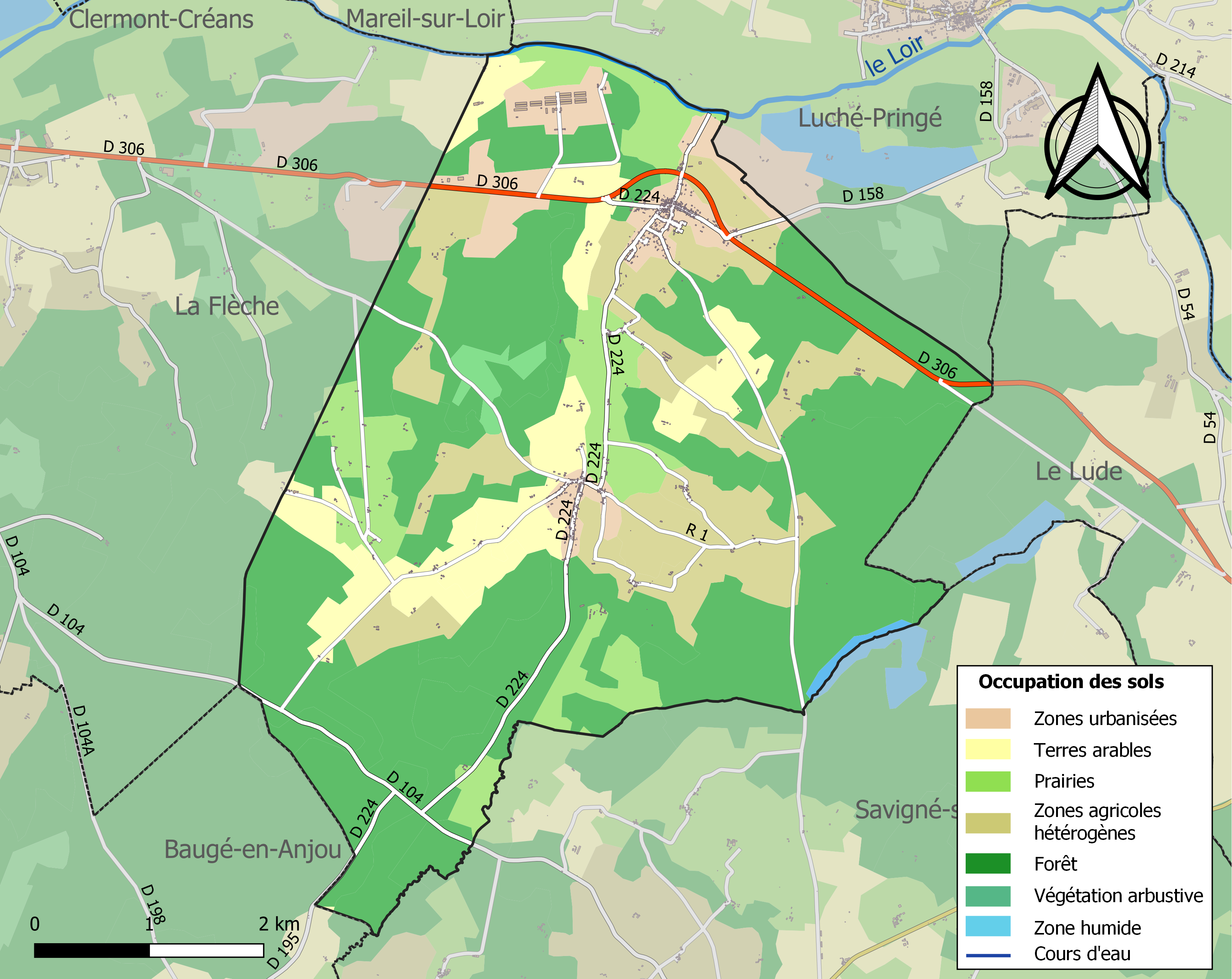
Carte des infrastructures et de l'occupation des sols de la commune en 2018 (CLC).

### Morphologie urbaine
La population du village est répartie entre le bourg et le hameau des Cartes. Le bourg de Thorée s'organise autour de son église et en suivant l'ancien tracé de la D 306, aujourd'hui rue Principale et rue des Écoles, puis s'étend vers le sud le long de la D 224 en direction des Cartes. On y trouve principalement des pavillons résidentiels. L'habitat est très dispersé sur le territoire de la commune, et l'on compte près de soixante-dix lieux-dits habités ou anciennement habités, avec le plus souvent une unique habitation ou exploitation agricole.

### Logements
En 2009, la commune comptait 361 logements, soit 39 logements de plus qu'en 1999, presque exclusivement des maisons. Les résidences principales représentaient 74,9 % de l'ensemble de ces logements, contre 87,5 % dans le reste du département. Les habitants sont très majoritairement propriétaires, à 82,1 %. La majorité des résidences principales (58,9 %) datent d'avant 1949.
Plus de la moitié (59,3 %) des ménages en 2009 occupent leur résidence principale depuis dix ans ou plus. 76,4 % des résidences principales avaient quatre pièces ou plus alors que le nombre moyen de pièces par logement se situe à 4,5.

## Toponymie
La commune est mentionnée dès 1216 sous la forme latinisée Thorreia puis Torrea en 1258, Thorreya vers 1330 et Torrée en 1399. En 1936, le village devient Thorée-les-Pins, par adjonction du déterminant complémentaire -les-Pins en référence aux vastes espaces forestiers qui recouvrent la commune.
Le toponyme Thorée est issu de *Tauriaca, du nom d'un propriétaire terrien de l'époque gallo-romaine dénommé Taurius, suivi du suffixe -(i)aca, forme féminine d’-(i)-acum, suffixe d'origine gauloise dénotant la propriété. Il s'agit d'un type toponymique très fréquent dans l'ancienne Gaule et qui explique tous les Tauriac, Thoiry, Thoré, etc. L'anthroponyme gallo-romain Taur(i)us semblable au latin taurus « taureau » peut représenter le gaulois taruos « taureau » influencé par le latin. Il a dû exister un type toponymique initial *Taruacon.

## Histoire
En 1078, le comte d'Anjou Foulques-le-Réchin est chassé du Mans par Guillaume le Conquérant. Il s'attaque alors à Jean, seigneur de La Flèche, et demande l'appui du duc Hoël II de Bretagne. Tous deux assiègent le château de La Flèche mais Guillaume le Conquérant vient en aide à Jean à la tête de 6 000 cavaliers. Les deux armées se retrouvent face à face à la Lande Blanche (Blancalanda), située à Thorée. Le conflit est évité et la paix est signée grâce à l'intervention d'un cardinal et de quelques religieux.
Sous l'Ancien Régime, Thorée dépendait de la sénéchaussée de Baugé et du tribunal spécial ou « greniers à sel » du Lude.
En 1790, lors de la création des départements français, Thorée, comme certaines villes du nord-est de l'Anjou (La Flèche, Le Lude) est rattachée au département de la Sarthe.
En février 1800, 150 Chouans emmenés par Lamotte-Mervé attaquent des gardes nationaux dans les bois de Mervé, entre Thorée et Luché.
Le 11 août 1944, des cultivateurs de Thorée avertissent les FFI du Prytanée de La Flèche que les Allemands rassemblent et détruisent des munitions dans un bois situé à quelques kilomètres du bourg de Thorée afin qu'elles ne tombent pas aux mains des Français. Une opération est alors organisée par le commandant Tête, médecin au Prytanée, accompagné de plusieurs volontaires. Arrivé sur place, le groupe de résistants tente de parlementer mais le combat s'engage. Le sous-lieutenant Paul Favre, professeur-adjoint au Prytanée, meurt sous les balles. Le bois où s'était déroulé le combat appartenait au marquis de Talhouët-Roy, propriétaire du château du Lude. Le marquis cède une partie de son terrain afin qu'une stèle à la mémoire du sous-lieutenant soit érigée sur les lieux du combat. L'inauguration du monument a lieu le 27 mai 1945, en présence des élèves du Prytanée.
Un camp de prisonniers de guerre allemands y a été établi à la fin de la Seconde Guerre mondiale. D’abord sous administration américaine (camp 22), il passe sous autorité française (dépôt de PG 402). Il accueillait 32 000 prisonniers en juillet 1945, et 20 000 prisonniers en septembre 1945.

## Politique et administration

### Administration municipale
Thorée-les-Pins est située dans le canton et l'arrondissement de La Flèche, dans le département de la Sarthe. La commune comptant moins de 1 500 habitants, son conseil municipal est constitué de quinze élus, dont le maire et trois adjoints.

### Liste des maires
Cinq maires se sont succédé depuis 1942.

## Population et société

### Démographie

#### Évolution démographique
L'évolution du nombre d'habitants est connue à travers les recensements de la population effectués dans la commune depuis 1793. Pour les communes de moins de 10 000 habitants, une enquête de recensement portant sur toute la population est réalisée tous les cinq ans, les populations de référence des années intermédiaires étant quant à elles estimées par interpolation ou extrapolation. Pour la commune, le premier recensement exhaustif entrant dans le cadre du nouveau dispositif a été réalisé en 2008.
En 2022, la commune comptait 741 habitants, en évolution de +2,77 % par rapport à 2016 (Sarthe : −0,25 %, France hors Mayotte : +2,11 %).
Thorée a compté jusqu'à 998 habitants en 1866.
| 1793 | 1800 | 1806 | 1821 | 1831 | 1836 | 1841 | 1846 | 1851 |
| ---- | ---- | ---- | ---- | ---- | ---- | ---- | ---- | ---- |
| 559  | 514  | 510  | 619  | 650  | 933  | 922  | 975  | 987  |

| 1856 | 1861 | 1866 | 1872 | 1876 | 1881 | 1886 | 1891 | 1896 |
| ---- | ---- | ---- | ---- | ---- | ---- | ---- | ---- | ---- |
| 945  | 986  | 998  | 981  | 921  | 901  | 882  | 899  | 881  |

| 1901 | 1906 | 1911 | 1921 | 1926 | 1931 | 1936 | 1946 | 1954 |
| ---- | ---- | ---- | ---- | ---- | ---- | ---- | ---- | ---- |
| 846  | 820  | 784  | 737  | 756  | 707  | 716  | 717  | 662  |

| 1962 | 1968 | 1975 | 1982 | 1990 | 1999 | 2006 | 2008 | 2013 |
| ---- | ---- | ---- | ---- | ---- | ---- | ---- | ---- | ---- |
| 692  | 631  | 626  | 617  | 616  | 616  | 664  | 661  | 725  |

| 2018 | 2022 | - | - | - | - | - | - | - |
| ---- | ---- | - | - | - | - | - | - | - |
| 726  | 741  | - | - | - | - | - | - | - |

#### Pyramide des âges
La population de la commune est relativement jeune.
En 2018, le taux de personnes d'un âge inférieur à 30 ans s'élève à 39,9 %, soit au-dessus de la moyenne départementale (34,6 %). À l'inverse, le taux de personnes d'âge supérieur à 60 ans est de 22,1 % la même année, alors qu'il est de 28,2 % au niveau départemental.
En 2018, la commune comptait 379 hommes pour 347 femmes, soit un taux de 52,20 % d'hommes, largement supérieur au taux départemental (48,66 %).
Les pyramides des âges de la commune et du département s'établissent comme suit.
| Hommes | Classe d’âge | Femmes |
| ------ | ------------ | ------ |
| 0,8    | 90 ou +      | 0,3    |
| 5,8    | 75-89 ans    | 5,2    |
| 14,0   | 60-74 ans    | 18,2   |
| 21,6   | 45-59 ans    | 20,5   |
| 17,7   | 30-44 ans    | 16,4   |
| 16,1   | 15-29 ans    | 16,4   |
| 24,0   | 0-14 ans     | 23,1   |

| Hommes | Classe d’âge | Femmes |
| ------ | ------------ | ------ |
| 1      | 90 ou +      | 2,3    |
| 7,9    | 75-89 ans    | 10,6   |
| 17,8   | 60-74 ans    | 18,6   |
| 20,2   | 45-59 ans    | 19,3   |
| 17,1   | 30-44 ans    | 16,8   |
| 17,3   | 15-29 ans    | 15,6   |
| 18,7   | 0-14 ans     | 16,8   |

### Enseignement
La commune est située dans l'académie de Nantes. Thorée-les-Pins dispose d'une école primaire publique qui fonctionne dans le cadre d'un regroupement scolaire avec la commune voisine de Savigné-sous-le-Lude. Le collège le plus proche se situe au Lude et le lycée à La Flèche. Des arrêts de bus scolaires sont mis en place à Thorée-les-Pins pour se rendre dans ces établissements.

### Santé
Aucun médecin ni infirmier n'est installé à Thorée-les-Pins. Les plus proches sont à Luché-Pringé. L'hôpital le plus proche, le Pôle Santé Sarthe et Loir, est situé sur la commune du Bailleul, à 25 km de Thorée-les-Pins.

### Sports
Thorée-les-Pins dispose d'un terrain de football, situé à proximité de la salle polyvalente de la commune et dont les travaux d'aménagement ont pris fin à l'été 2012. L'Union sportive thoréenne y dispute ses rencontres et engage une équipe en division de district.
Les équipements sportifs de la commune incluent également un terrain de boule de fort, sport typique de l'ancienne province de l'Anjou. Le club de boule de fort de Thorée-les-Pins, fondé en 1921, dispose d'une nouvelle piste de jeu, inaugurée en juillet 2012.
Le territoire de la commune, riche en espaces naturels et en forêts, permet la pratique de la randonnée. Le sentier de grande randonnée GR 35 traverse notamment la commune, qui dispose également de 19 km de sentiers pédestres.

### Cultes
La commune fait partie de la paroisse de Luché-Pringé, qui regroupe également les communes de Mareil-sur-Loir et Saint-Jean-de-la-Motte, au sein du diocèse du Mans. Le culte catholique est assuré à Thorée-les-Pins à l'église Saint-Germain.

## Économie

### Revenus de la population
En 2010, le revenu fiscal médian par ménage était de 28 461 €, ce qui plaçait Thorée-les-Pins au 16 811e rang parmi les 31 347 communes de plus de 50 ménages en métropole. Sur les 375 foyers fiscaux que comptait la commune en 2009, 204 étaient imposables, soit un taux de 54,4 %, légèrement supérieur à la moyenne départementale (52,9 %).

### Emploi
En 2009, la population thoréenne âgée de 15 à 64 ans s'élevait à 438 individus parmi lesquels on comptait 76,8 % d'actifs, dont 70,9 % ayant un emploi. Parmi les actifs ayant un emploi, seuls 16,7 % travaillaient à Thorée-les-Pins, tandis que 75,4 % travaillaient dans une autre commune du département de la Sarthe et 7,8 % dans un autre département ou à l'étranger.
Le nombre d'emplois dans la commune était de 99 en 2009. Le nombre d'actifs ayant un emploi résidant dans la commune étant de 313, l'indicateur de concentration d'emploi est de 31,5 % ce qui signifie que la commune offre approximativement un emploi pour trois Thoréens actifs.
En 2009, le taux de chômage était de 7,6 % (contre 13 % en 1999) dont les deux-tiers étaient des femmes. L'agence Pôle emploi pour la recherche d'emploi la plus proche est localisée à La Flèche.

## Culture locale et patrimoine

### Lieux et monuments
L'église Saint-Germain est une église romane du XIIe siècle, composée d'une nef unique couverte d'une charpente lambrisée, d'un chœur à voûte en berceau et d'une abside en cul-de-four. Elle fut remaniée au XVIIe siècle avec la construction de deux petites chapelles latérales. On peut y observer une statue en pierre de la Vierge à l'Enfant, datant du XVIe siècle et classée aux monuments historiques au titre d'objet en 1910.
La chapelle de la Commanderie fut construite en 1216 sur ordre de la reine Bérangère, puis offerte aux moines hospitaliers de Saint-Jean de Jérusalem.
La chapelle Notre-Dame-du-Souvenir, au centre du cimetière, fut érigée en 1881 sur ordre du baron Eugène Philippe de Neufbourg.
Le  monument Paul Favre est une stèle funéraire à la mémoire du sous-lieutenant Paul Favre, professeur au Prytanée de La Flèche, tué par les soldats allemands le 11 août 1944.
Le Pas de la Mule est un mégalithe situé sur la route de Luché-Pringé. La légende raconte que pendant la guerre de Cent Ans, un général anglais battait en retraite après la bataille du Vieil-Baugé dans les bois de Thorée lorsque sa mule trébucha sur une pierre et y laissa l'empreinte de son sabot. Les notables locaux déplacèrent la pierre sous la Première République pour déterminer la frontière entre les provinces du Maine et de l'Anjou. Le Pas de la Mule marque aujourd'hui la frontière entre la commune de Thorée-les-Pins et celle de Luché-Pringé.

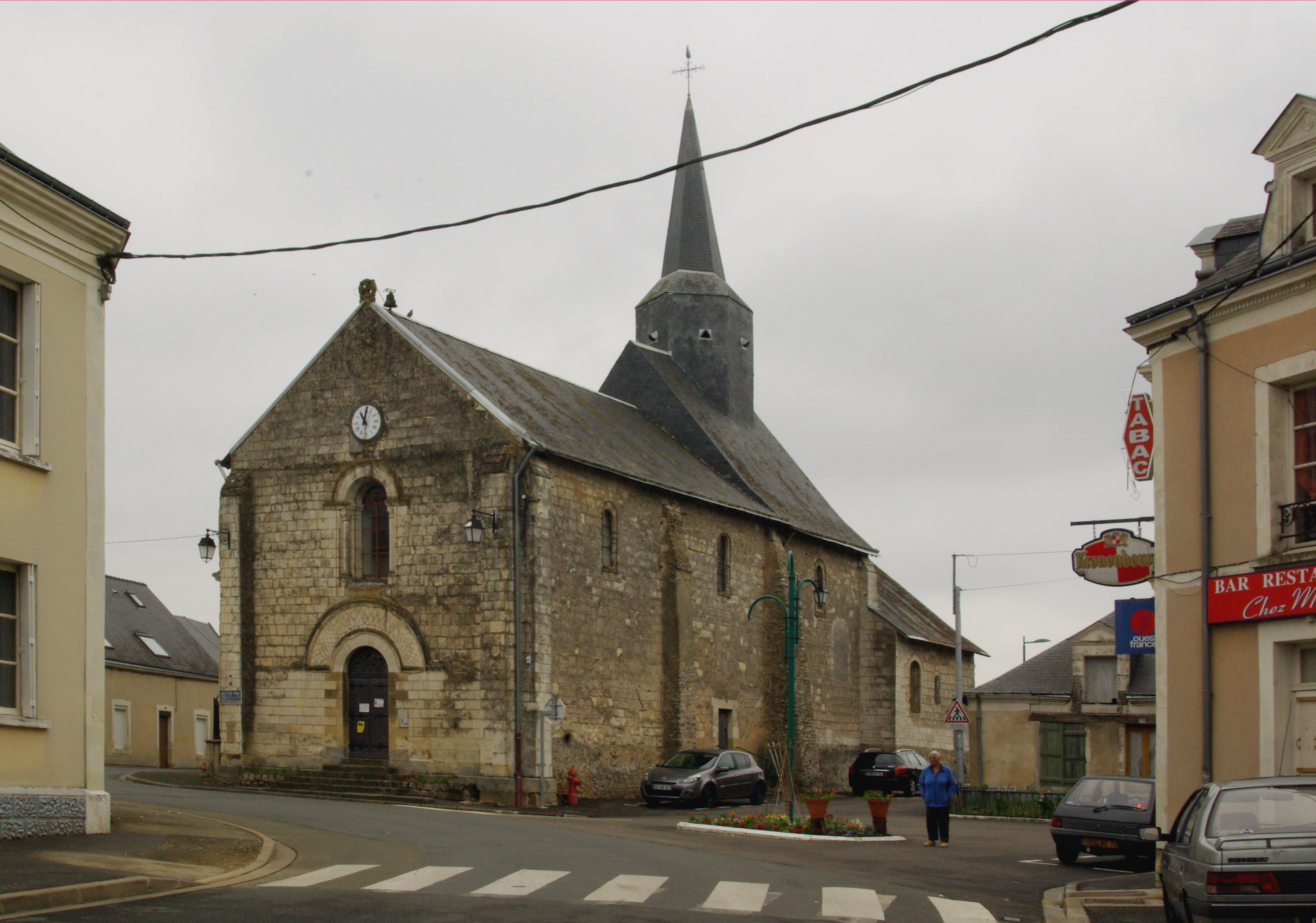
Église Saint-Germain.
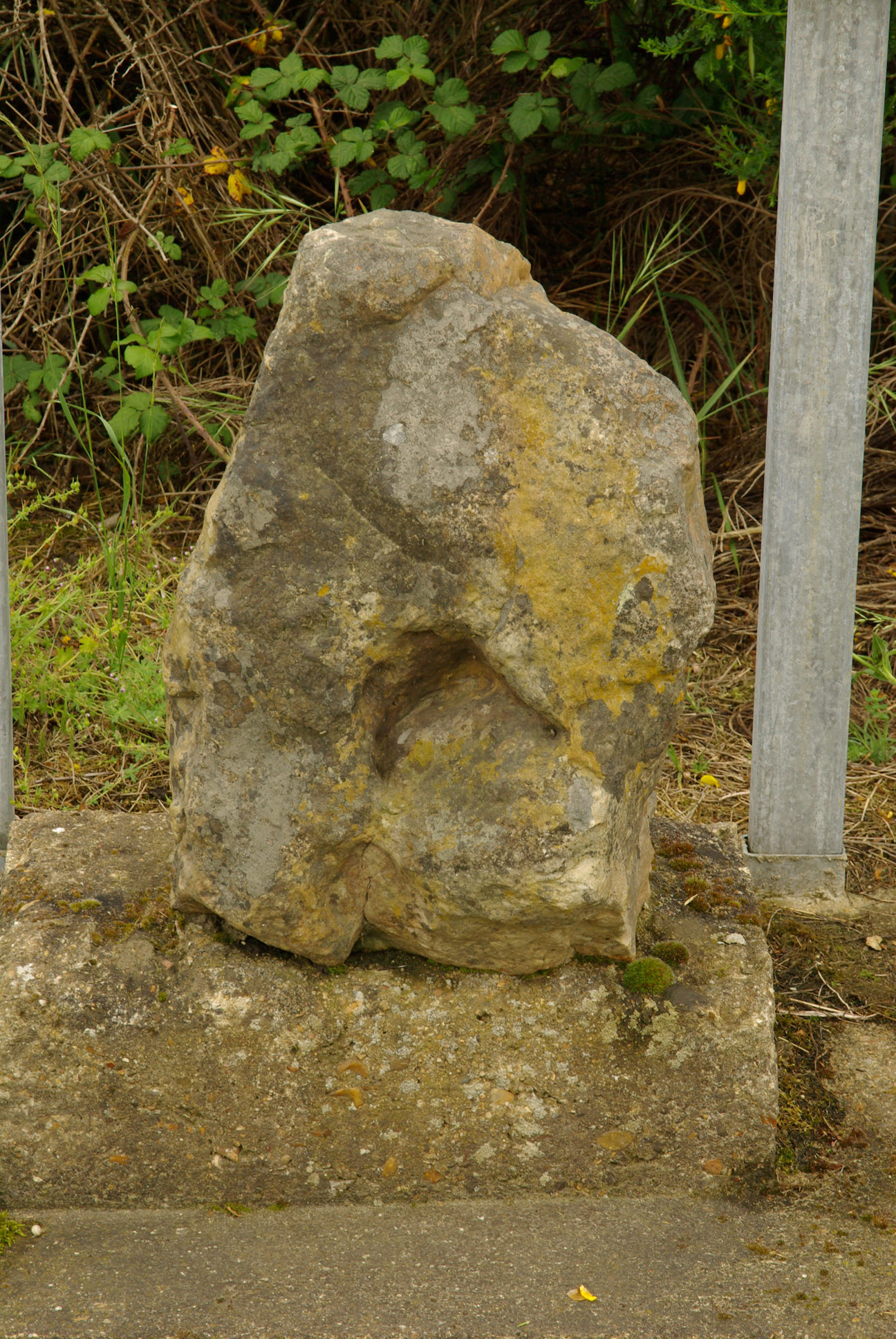
La pierre « le Pas de la Mule ».
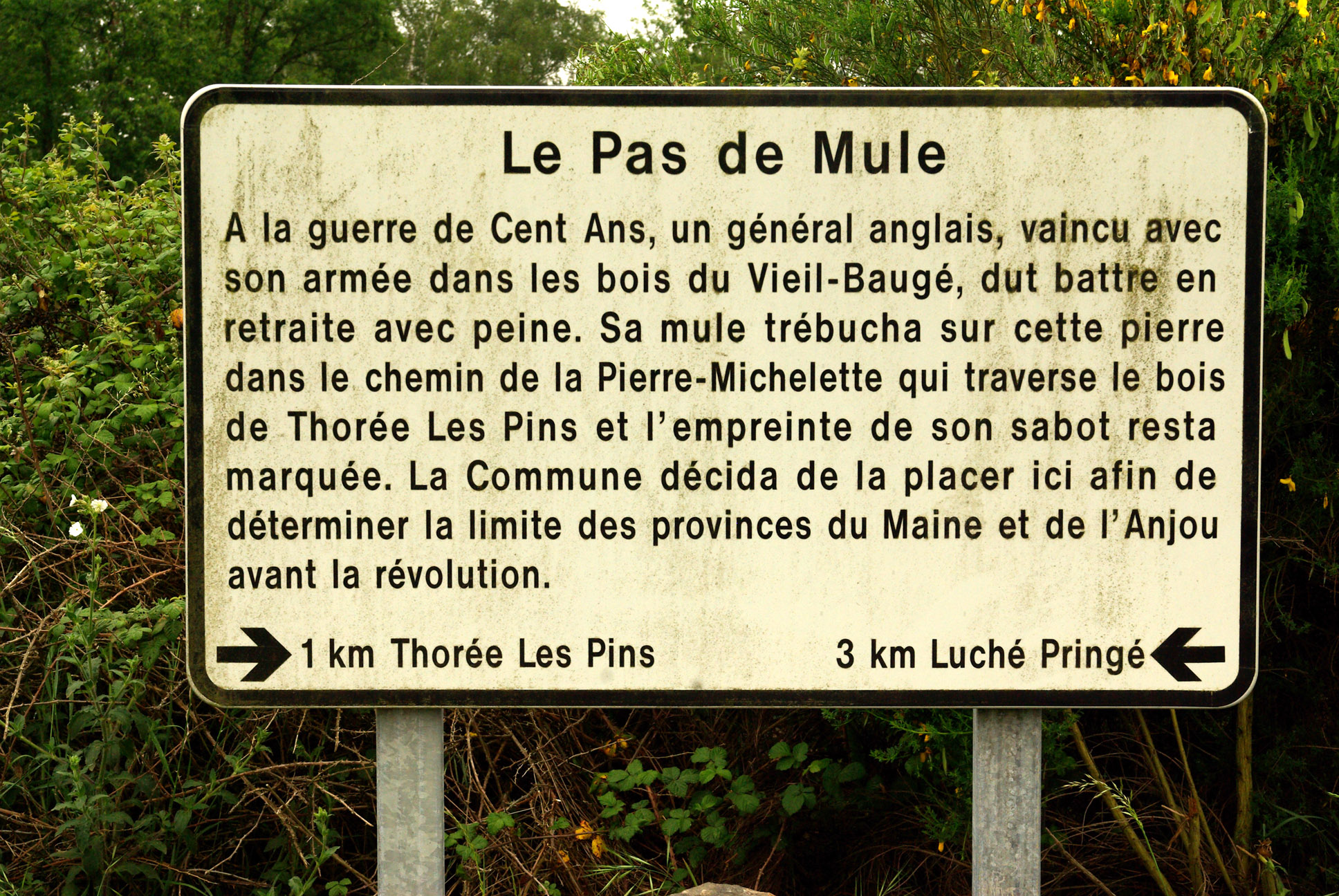
Le panneau explicatif « le Pas de la Mule ».

### Patrimoine naturel
Thorée-les-Pins est l'une des 15 communes intégrées au réseau Natura 2000 de la « Vallée du Loir de Vaas à Bazouges ». La zone ainsi constituée bénéficie d'abord d'un classement en site d'importance communautaire (SIC) en 2004 puis en zone spéciale de conservation (ZSC) en 2015. L'ensemble du site s'étend de part et d'autre du Loir sur une surface de 4 018 hectares dont 296 à Thorée-les-Pins, principalement le long du ruisseau des Cartes. Il présente un intérêt par la diversité de ses habitats naturels. Le classement du site vise la préservation des espèces présentes sur le territoire et celle de leurs milieux de vie, notamment de leurs sites de reproduction. Les différentes prospections menées sur le terrain ont fait apparaître la présence sur la commune de plusieurs espèces vulnérables ou menacées comme l'Agrion de Mercure (Coenagrion mercuriale) et plusieurs espèces de lépidoptères : le Damier de la succise (Euphydryas aurinia), l'Écaille chinée (Euplagia quadripunctaria) ou encore l'Azuré du serpolet (Phengaris arion).
Des secteurs du territoire de Thorée-les-Pins sont inclus dans l'aire de trois zones naturelles d'intérêt écologique, faunistique et floristique,. La ZNIEFF de la Vallée du Loir de Pont-de-Braye à Bazouges-sur-Loir est l'une des plus importantes en Sarthe avec plus de 15 000 hectares et s'étend sur trente-six communes dont Thorée-les-Pins. Elle recouvre notamment la zone protégée par le réseau Natura 2000. Cette vallée alluviale constitue la limite nord des aires de répartition de plusieurs espèces végétales d'affinité méditerranéenne. Elle présente un intérêt majeur pour ses populations de chauves-souris et constitue une zone de stationnement pour de nombreux oiseaux migrateurs.
Les Bois de Mervé et de Coulaines, d'une superficie d'un peu plus de 263 hectares, sont une ZNIEFF de type 1 qui s'étend à la fois sur la commune de Luché-Pringé et sur celle de Thorée-les-Pins. Constituée de boisements variés, de pelouses marécageuses et d'un étang récemment creusé, elle présente un fort intérêt botanique avec la présence de deux espèces protégées sur le plan national, le Droséra à feuilles rondes (Drosera rotundifolia) et le Droséra intermédiaire (Drosera intermedia). Elle héberge également une fougère aquatique, le lycopode inondé (Lycopodiella inundata) et plusieurs espèces protégées au niveau régional et particulièrement rares en Sarthe. La zone présente également un intérêt par la présence de plusieurs espèces d'oiseaux migrateurs ou nicheurs inscrits sur la liste de protection régionale comme la Locustelle tachetée (Locustella naevia), le Faucon hobereau (Falco subbuteo), la Mésange noire (Periparus ater), le Pouillot siffleur (Phylloscopus silibatrix) ou le Pouillot fitis (Phylloscopus trochilus).
La Vallée des Cartes et de la Vésotière est une ZNIEFF de 894 hectares, également de type 1. Elle est composée de deux bassins versants ainsi que des prairies humides et des prés de fauche qui s'établissent le long d'eux. Outre la présence de plusieurs espèces de papillons protégées au niveau national, le site offre une végétation abondante, parmi laquelle la Spiranthe d'été (Spiranthes aestivalis) et l'Orchis des marais (Anacamptis palustris). Elle est également la seule zone en Sarthe où sont présentes certaines espèces végétales comme la Laîche appauvrie (Carex depauperata).

Spécimens de la faune et de la flore présents à Thorée-les-Pins
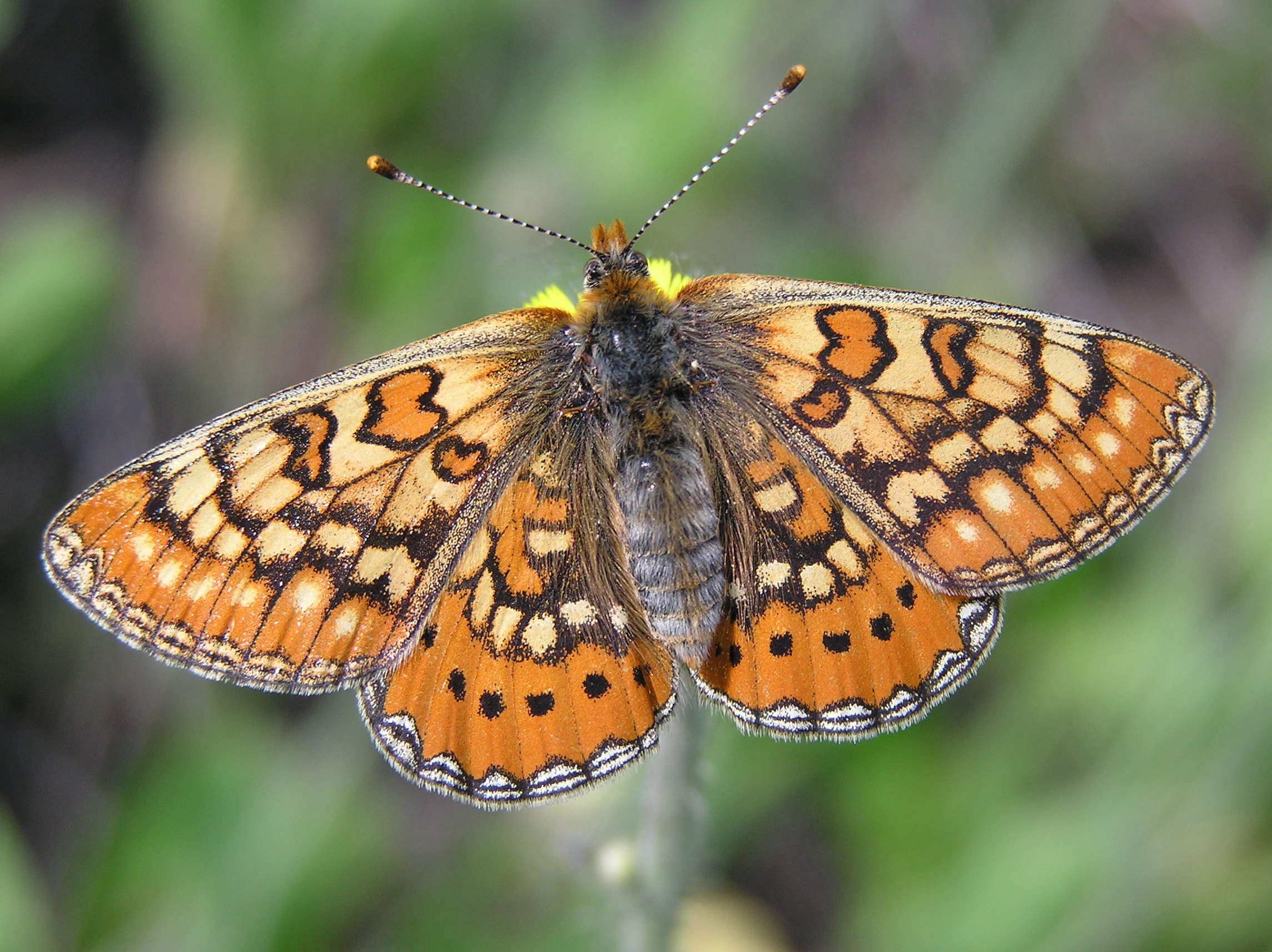
Damier de la succise.
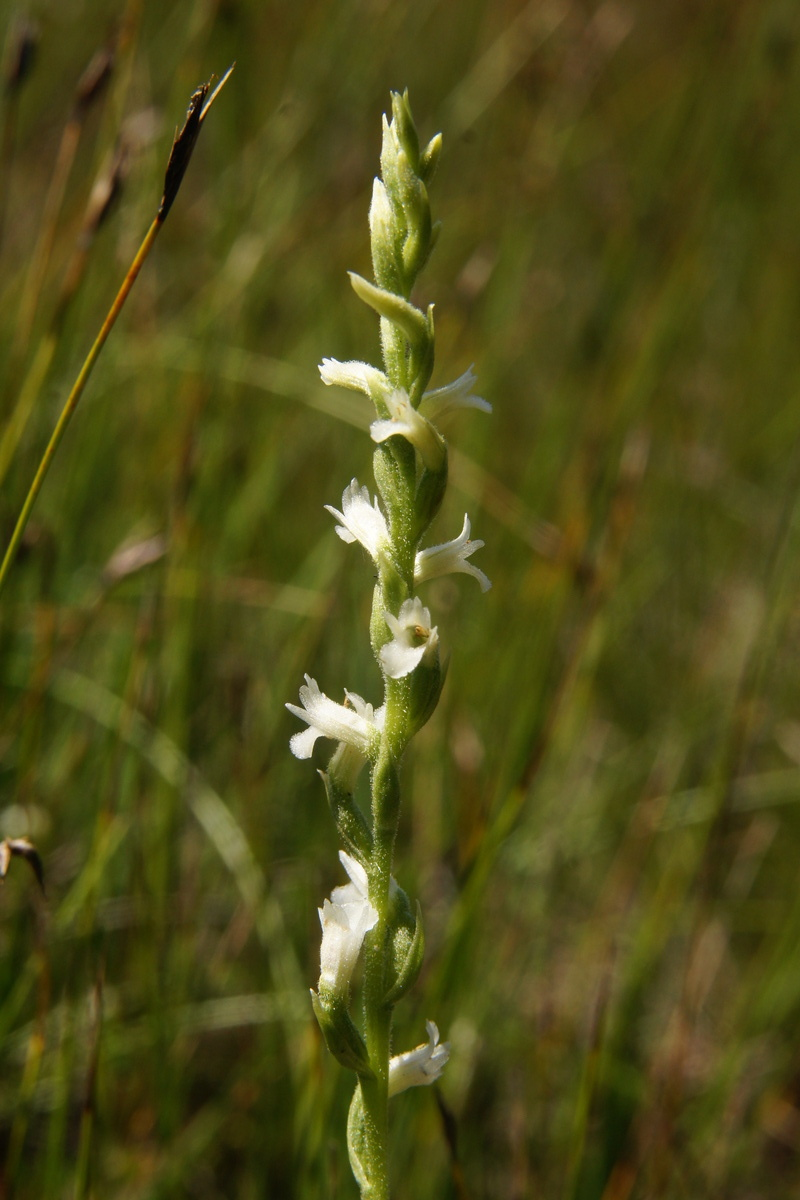
Spiranthe d'été.
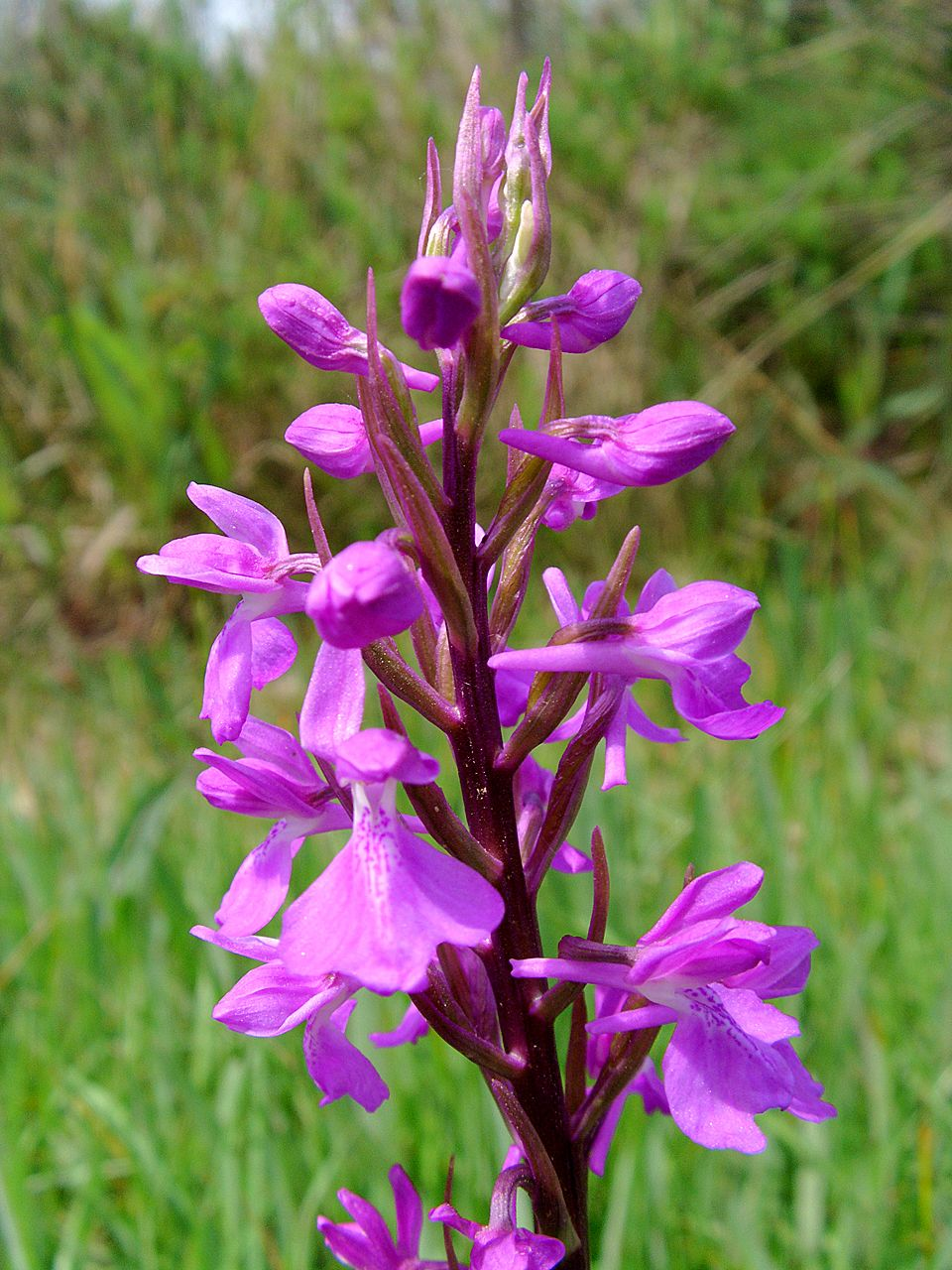
Orchis des marais.
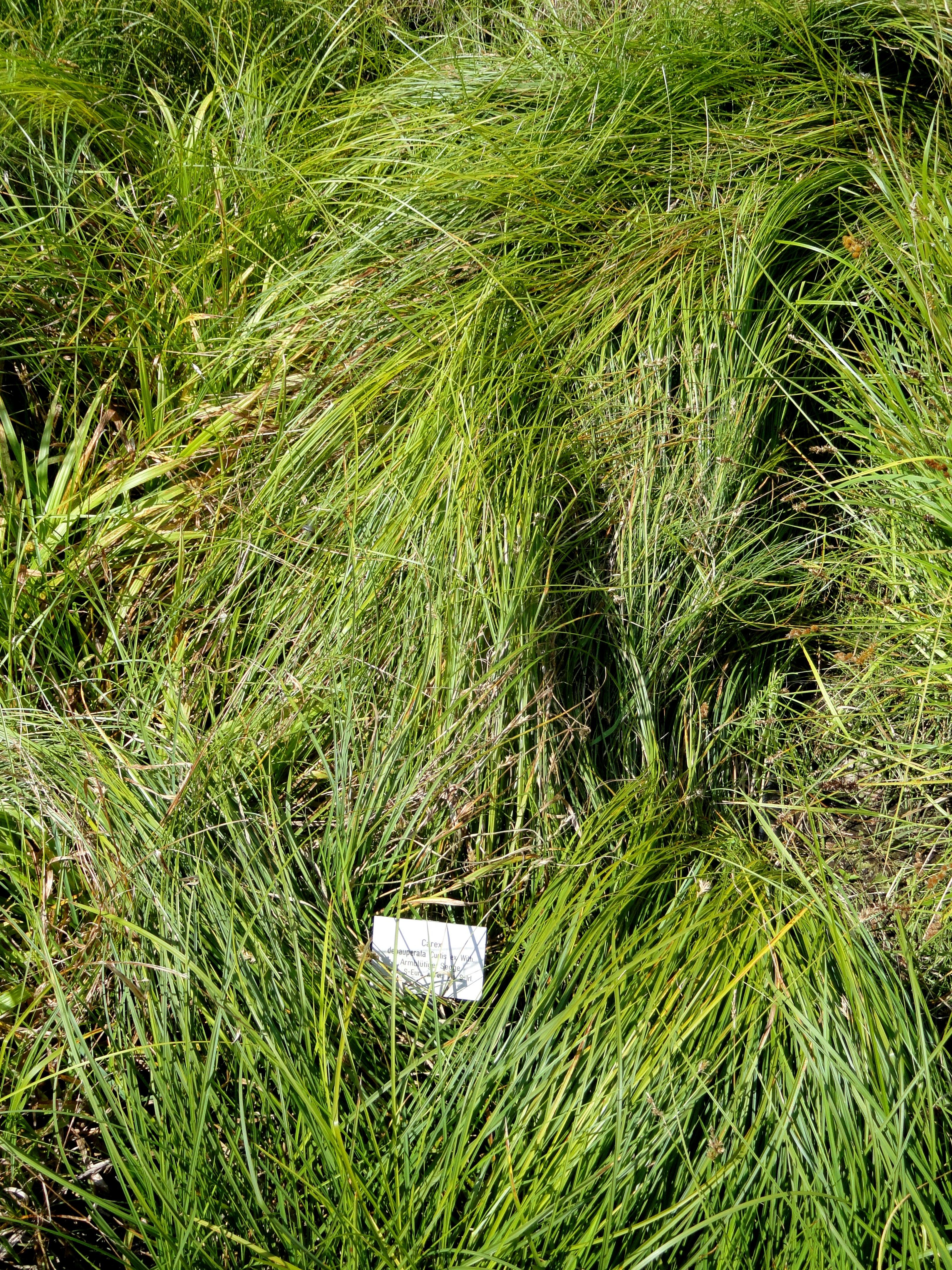
Laîche appauvrie.

### Label
La commune bénéficie du label « village fleuri » avec une fleur attribuée par le Conseil national des villes et villages fleuris de France au concours des villes et villages fleuris